# Wolfgang Reip
 (août 2023).
Si vous disposez d'ouvrages ou d'articles de référence ou si vous connaissez des sites web de qualité traitant du thème abordé ici, merci de compléter l'article en donnant les références utiles à sa vérifiabilité et en les liant à la section « Notes et références ».
Wolfgang Reip né le 1er octobre 1986 à Etterbeek (Belgique), est un pilote automobile professionnel belge. Après sa victoire face à 830.000 participants à la GT Academy Europe 2012, il entame une carrière internationale chez Nissan puis chez Bentley. Il est le premier pilote de la GT Academy à rouler pour une autre marque que Nissan. Il participe à plusieurs championnats d'endurance et de grand tourisme au sein de Nissan Motorsport Global et Bentley Motorsport.

## Biographie
Wolfgang Reip naît en octobre 1986 à Etterbeek en banlieue de Bruxelles. A l'âge de 6 ans, il commence le karting indoor, au City Kart de Forest à Bruxelles. C'est à cette période qu'il commence à développer sa passion pour le pilotage. Il y consacre une grande partie de son temps libre et commence à participer à des compétitions en karting 4-temps à travers la Belgique. A l'âge de 11 ans, il teste pour la première fois un karting 2-temps de compétition. Durant sa première journée, ses performances attirent l’œil d'un préparateur qui souhaite l'engager en compétition. Son père lui achète un châssis d'occasion, mais les fonds ne sont pas suffisants pour commencer le championnat. Il se contente donc de journées de roulage en 2-temps tout en continuant le karting indoor.  
A l'obtention de son permis de conduire, Wolfgang Reip ne trouve pas de stages de pilotage et participe à des sélections de détections de pilotes. En 2010, il remporte sa première sélection, organisée par l'école de pilotage Pro Pulsion dans la région parisienne, ce qui lui permet de participer à sa première course au volant d'une Porsche Cayman qu'il finira à la 3ème place. 
En 2012, il gagne la Nissan GT Academy Europe, battant 830 000 participants. Cette victoire lui permet de bénéficier d'un entrainement intensif de plusieurs mois en Angleterre et de participer aux 24 Heures de Dubaï chez Nissan Nismo. 
Nissan lui propose un contrat pour les années suivantes.

## Carrière de pilote

### Saison 2013

#### Crevenitc 24h de Dubai (GT4)
En 2013, Wolfgang Reip participe aux 24 Heures de Dubaï au volant d'une Nissan 370Z GT4. Alors qu'il mène la course, il se fait heurter par une roue en perdition d'un véhicule concurrent ce qui nécessitera quelques minutes de réparation ; malgré cet incident l'équipage réussit à terminer à la seconde place. A la suite de cette performance, les dirigeants de Nismo lui proposent un contrat de pilote professionnel pour la saison 2013, à la fois en Blancpain GT Series Endurance et en FIA GT.

#### Blancpain GT Endurance Series et FIA GT (GT3)

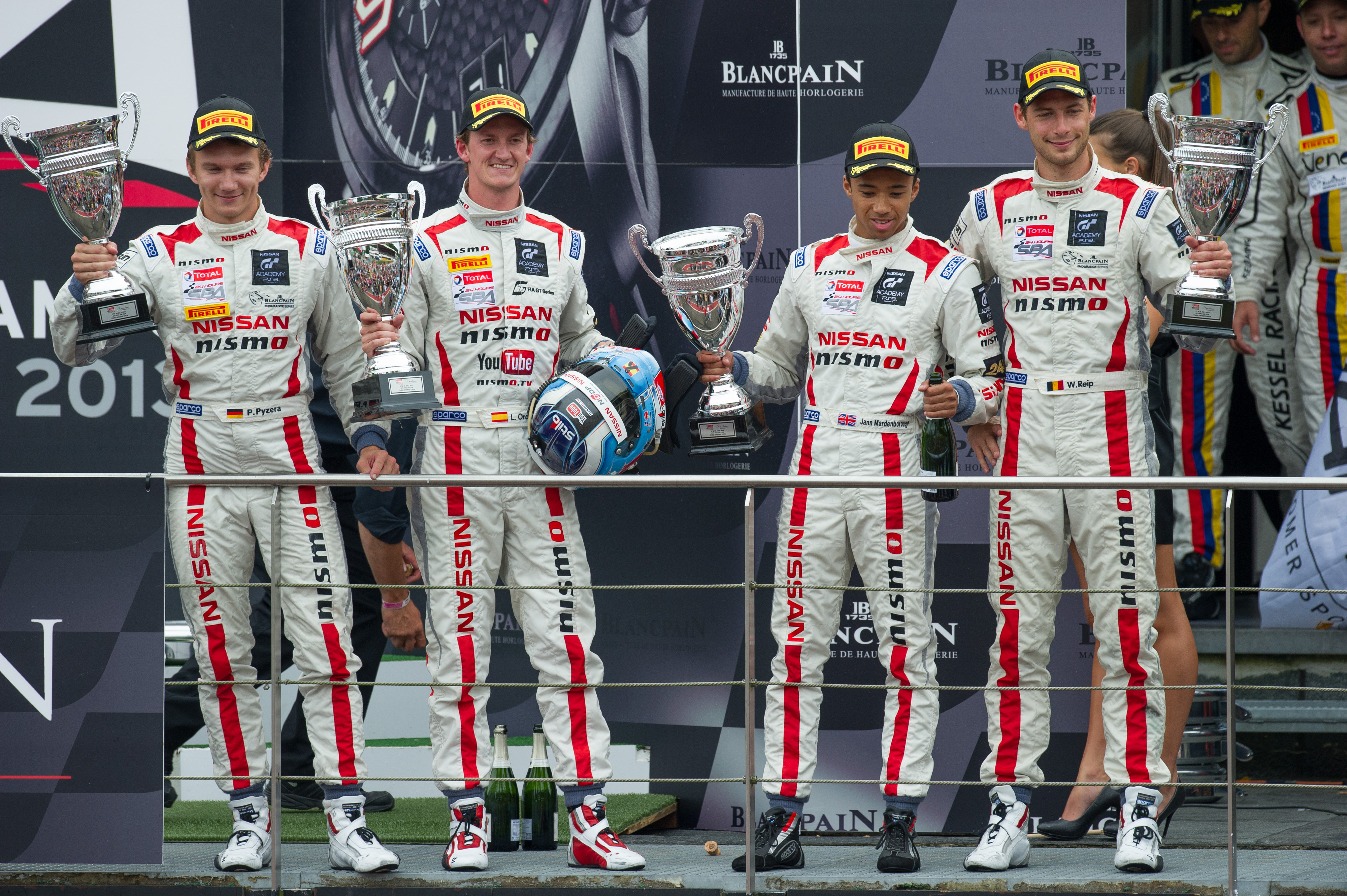
Podium lors des 24h de Spa 2013. De gauche à droite: Peter Pyzera, Lucas Ordonez, Jann Mardenborough, Wolfgang Reip

Durant les 24 Heures de Spa il remporte son premier podium dans le championnat endurance, en finissant septième au classement général, troisième de la catégorie Pro-Am et premier belge. Il signe deux autres podiums au SlovakiaRing en FIA GT, en terminant troisième de la course et sur le circuit de Navarra en finissant deuxième.
Il finit la saison en FIA GT à la cinquième place devant ses coéquipiers, Alex Buncombe et Lucas Ordonez.

#### WEC LMP2
Ses bonnes performances lui permettent de participer à sa première course en WEC (World Endurance Championship) en LMP2, un an après le début de sa carrière en professionnel. Il se rend à Bahreïn sans avoir effectué le moindre tour dans une LMP2 au préalable. Dès les premiers tours, il est dans les chronos de ses équipiers plus expérimentés, le pilote F2 Jon Lancaster et  l'ex champion F3000 et pilote essayeur F1 Björn Wirdheim. Le trio se dirige vers la victoire lorsque à moins d'une heure avant la fin, un tear-off de la visière de Jon Lancaster se coince dans l'entrée d'air de la Zytek par accident ce qui nécessite un arrêt au stand imprévu pour le retirer et fait rétrograder Wolfgang Reip et ses équipiers à la 3ème position finale.

### Saison 2014
Vu les bonnes performances lors de la course à Bahreïn pour une première en LMP2, Nismo décide de placer Wolfgang Reip sur le projet Garage 56 pour les 24 Heures du Mans 2014 au volant de la Nissan ZEOD RC. Il passe six mois en Angleterre pour le développement de la voiture, sur la piste de l'aérodrome de Bruntingthorpe. C'est une expérience jalonnée d'embûches puisqu'à des fins de légèreté extrême, la voiture manque cruellement de fiabilité. Lors de la course, aux 24 Heures du Mans 2014, Wolfgang Reip est aux côtés de Satoshi Motoyama et de Lucas Ordóñez. Il qualifie la voiture entre les LMP2 et les GTE. Lors du warm-up, il effectue le premier tour du circuit des 24 Heures du Mans uniquement propulsé par les batteries électriques, avec un chrono sous les 4 minutes. Il reste le seul et unique pilote à avoir accompli un tour complet en mode 100% électrique à bord d'un véhicule hybride. Il prend le départ et roule de manière isolée, la voiture étant plus rapide que les GTE mais plus lente que les LMP2. L'aventure se termine au bout de 5 tours sur bris de transmission.
Toujours en 2014, Wolfgang Reip participe aux 24 Heures de Spa au volant de la Nissan GT-R GT3. Pilote le plus rapide du contingent Nissan, on lui offre dans la foulée un test au Japon en GT300. Il rencontre à cette occasion le Team Manager du Team Nismo en GT500 qui lui promet un test dans la catégorie reine japonaise en fin d'année. À la suite d'un accident lors d'essais privés à Suzuka, ce test n'aura pas lieu.
Wolfgang Reip participe à une course du championnat anglais de Formule Renault 2.0L, n'ayant pas d'expérience en monoplace. Handicapé par son poids, la voiture étant 10 kg au-dessus du poids minimum, il finit sixième derrière le champion en titre Ben Barnicoat.
En 2014, il participe également à trois manches du British GT aux côtés de Sir Chris Hoy. Le duo obtiendra une seconde place lors de l'épreuve de Spa-Francorchamps. Wolfgang Reip prend la tête dès le premier tour, et la conserve. Puis il cède le volant à Chris Hoy pour la seconde moitié de la course, ce dernier passera la ligne d'arrivée en deuxième position.

### Saison 2015
Pour 2015, Wolfgang Reip est promu dans la catégorie Pro, aux côtés d'Alex Buncombe et Chiyo Katsumasa pour représenter Nismo dans la Blancpain Endurance Series.
Il est également engagé par Nismo aux 12 Heures de Bathurst aux côtés de Florian Strauss et Chiyo Katsumasa. Il prend le départ en troisième position avant de s'installer à la deuxième place pour le reste de son triple relais. Le trio oscille entre la première et la troisième place durant toute la course et c'est finalement en première position que l'équipage termine. Cette performance est félicitée car deux des trois pilotes sont issus de la GT Academy. Lors de cette course, Wolfgang Reip signe le deuxième meilleur chrono absolu et devient le deuxième meilleur pilote le plus rapide en piste, devant ses équipiers chez Nissan.
Lors de la manche de Silverstone, Wolfgang Reip prend le départ en première position, après la pole position de son équipier Alex Buncombe. Il creuse l'écart sur ses poursuivants, en signant au passage le meilleur tour en course. Sauf que, deux tours avant l'arrêt prévu aux stands, une incompréhension avec un retardataire cause un contact endommageant la voiture et nécessitant un arrêt aux stands plus tôt que prévu. L'arrêt au stand dure trop longtemps et toutes chances de bien figurer s'envolent.
Au Castellet sur le circuit du Paul-Ricard, Wolfgang Reip et ses équipiers remportent la course des 6 heures.
Lors de la dernière course du championnat au Nürburgring, la lutte pour le titre est très serrée avec la Bentley Continental GT3. Après un bon départ, Chiyo Katsumasa ramène la voiture en seconde position. Lorsque Wolfgang Reip prend le volant, il passe en première place en dépassant Mirko Bortolotti en Lamborghini, première place qu'il ne cédera pas. Il passe le volant à Alex Buncombe qui franchit la ligne d'arrivée pour Nissan à la troisième place. Cette troisième place donne la victoire au championnat. Wolfgang Reip devient champion en Blancpain Endurance GT Series Pro Cup. C'est le seul pilote issu de la GT Academy avec un tel titre à son palmarès.
Toujours en 2015, il participe aussi au programme Nismo pour les 24 Heures du Nürgurgring. Lors d'une des courses VLN en préparation, son équipier Jann Mardenborough est victime d'un grave accident qui coûtera la vie à un spectateur. À la suite de ce tragique accident, Nismo retire la voiture sur laquelle Wolfgang Reip était engagé pour les 24 Heures.
A l'été 2015, en plus de son programme habituel en Blancpain Endurance Series, Wolfgang Reip essaye une nouvelle monture dans le cadre des World Series by Renault, la  Renault RS01 aux côtés de Sarah Bovy. Il arrive sur le circuit de Spa Francorchamps pour la première manche du championnat sans avoir effectué d'essais contrairement à tous les autres pilotes du Team. Malgré des problèmes de freins lors des premiers essais libres, il finit la course Pro à la troisième position. Concernant la course d'endurance où les deux pilotes Pro et Am effectuent des relais, le duo belge termine à la quatrième position.
Par la suite, Renault invite Wolfgang Reip à participer à la deuxième manche du championnat sur le circuit du Hungaroring dans l'espoir de trouver un accord financier avec Nismo pour finir la saison. Il terminera à la première place dans la course d'endurance et sera quatrième de la course sprint. Il quitte le Hungaroring à la seconde place du championnat, devant le futur champion. Aucun accord ne sera trouvé entre Renault et Nismo, et le parcours en World Series by Renault s'arrêtera là.

## Palmarès
- Vainqueur de la Nissan GT Academy Europe en 2012
- Vainqueur des 12 Heures de Bathurst en 2015
- Vainqueur des Blancpain GT Series Endurance Cup 2015 avec Nissan Motorsport
- 3ème des Blancpain GT Series Endurance Cup 2016 avec Bentley Motorsport